# Hymn Vanuatu
Yumi, Yumi, Yumi („My my my”) – hymn państwowy Vanuatu, przyjęty w 1980 r., po uzyskaniu przez kraj niepodległości. Pieśń napisał i skomponował Francuz – François Vincent Ayssav.

## Tekst oryginalny (bislama)
Yumi, Yumi, yumi I glat long talem se
Yumi, yumi, yumi ol man blong Vanuatu!
God i givim ples ya long yumi,
Yumi glat tumas long hem,
Yumi strong mo yumi fri long hem,
Yumi brata evriwan!
Yumi, Yumi, yumi I glat long talem se
Yumi, yumi, yumi ol man blong Vanuatu!
Plante fasin blong bifo i stap,
Plante fasin blong tedei,
Be yumi i olsem wan nomo,
Hemia fasin blong yumi!
Yumi, Yumi, yumi I glat long talem se
Yumi, yumi, yumi ol man blong Vanuatu!
Yumi save plante wok i stap,
Long ol aelan blong yumi,
God i helpem yumi evriwan,
Hem i papa blong yumi!
Yumi, Yumi, yumi I glat long talem se
Yumi, yumi, yumi ol man blong Vanuatu!

## Tekst polski
My, my, my z radością głosimy
Jesteśmy obywatelami Vanuatu!
Bóg podarował nam tę ziemię,
To dla nas powód do zjednoczenia,
Jesteśmy silni, wolni na tej ziemi,
Jesteśmy braćmi.
My, my, my z radością głosimy
Jesteśmy obywatelami Vanuatu!
Mamy wiele tradycji,
I poszukujemy nowych dróg,
Teraz będziemy jednością,
Zjednoczymy się na zawsze.
My, my, my z radością głosimy
Jesteśmy obywatelami Vanuatu!
Wiemy, że jeszcze wiele przed nami,
Nasze wyspy nas potrzebują,
Niech Bóg, nasz Ojciec, nam pomoże.
My, my, my z radością głosimy
Jesteśmy obywatelami Vanuatu!